# 塞卡爾峰 (施拉德明陶恩山脈)

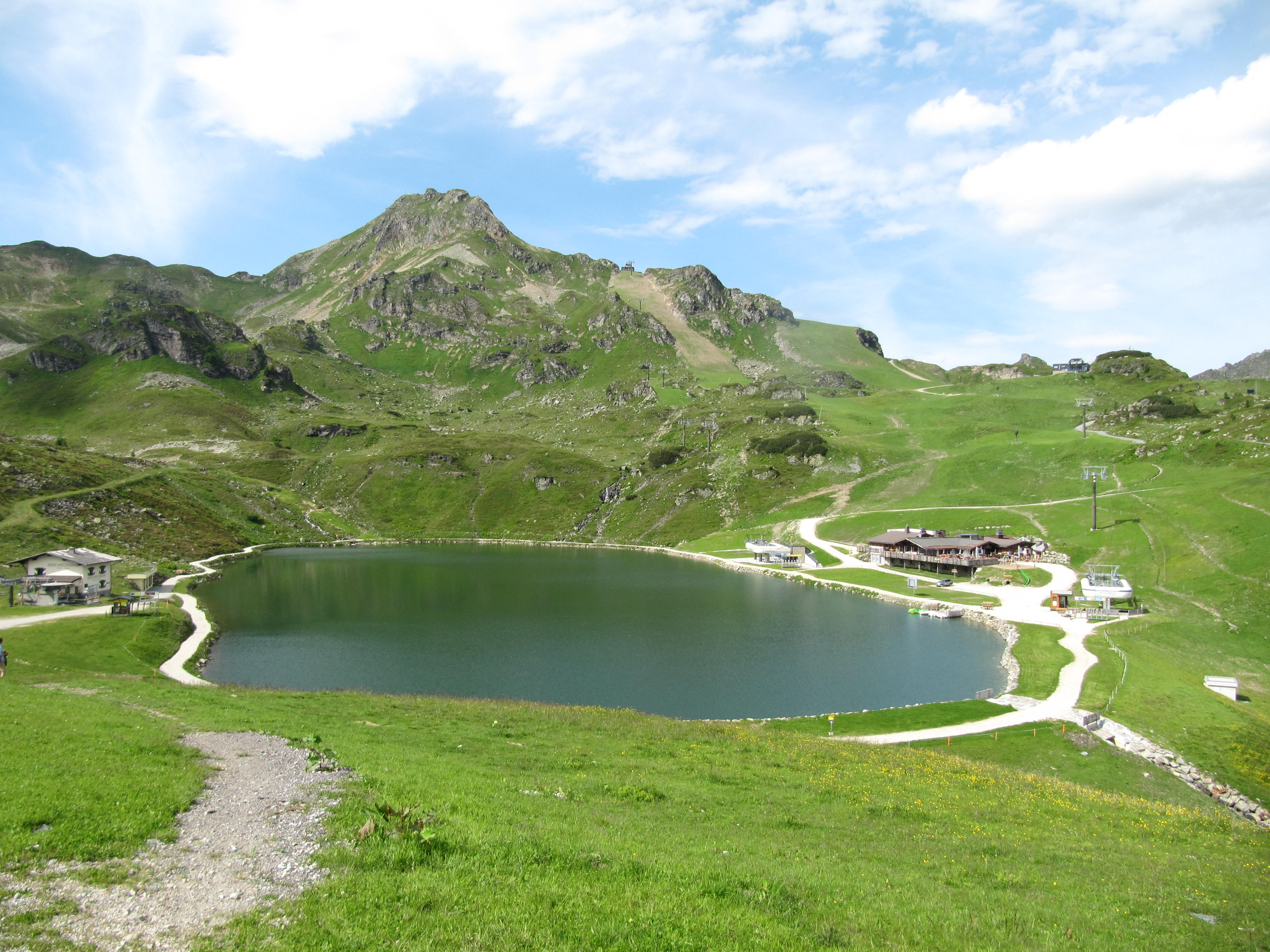

47°16′23″N 13°32′36″E / 47.27296°N 13.54339°E
塞卡爾峰（德語：Seekarspitze），是奧地利的山峰，位於該國中部，由薩爾茨堡州負責管轄，屬於施拉德明陶恩山脈的一部分，海拔高度2,350米，每年平均降雨量2,029毫米。